# Oksana Baiul
Oksana Baiul (n. 16 noiembrie 1977, Dnipropetrovsk, RSS Ucraineană, URSS) este o patinatoare ucraineană. A fost campioană mondială în 1993 și campioană olimpică în 1994 la individual feminin.
Baiul este prima patinatoare care a reprezentat Ucraina, câștigând medalia de aur la Jocurile Olimpice de Iarnă. Ea este, de asemenea, prima campioană olimpică a Ucrainei, în orice sport. După ce a câștigat medalia de aur, în 1994 a decis să se perfecționeze în scopul realizării unui turneu în Statele Unite și să-și dezvolte o carieră bazată pe patinaj. Și-a început pregătirea cu unul dintre antrenori în Connecticut. Mai târziu, s-a implicat de asemenea într-o serie de apariții TV și de sponsorizări pentru a beneficia de patine, după tratamentul pentru dependență de alcool. Începând cu 1994 a locuit în Statele Unite ale Americii.

## Biografie
Baiul s-a născut pe 16 noiembrie 1977 în Dnipropetrovsk, RSS Ucraineană, Uniunea Sovietică, într-un oraș industrial renumit pentru fabricarea rachetelor Sovietice. Părinții ei au divorțat când ea avea doi ani, iar tatăl ei a dispărut la scurt timp după. Nu se știe sigur dacă și-a părăsit familia sau a fost presat să plece din oraș, după ce el și soția sa au divorțat. A fost crescută de mama ei, Marina—profesoară de franceză și bunicii din partea mamei. Pe lângă originea ei ucraineană, ea este și de origine rusă prin bunicul din partea mamei. Tatăl ei a murit în 2006.
Bunicul ei a murit în 1987 iar bunica în 1988. În 1991, mama ei, care avea o stare de sănătate bună, a murit subit de cancer ovarian, când Baiul avea doar 13 ani. Tatăl ei a fost prezent la înmormântarea mamei, dar Baiul nu a vrut să reia nicio legătură cu el. Ea a trăit alături de soția antrenorul ei, Stanislav Koritek, care s-a mutat în Canada, iar mai târziu, alături de prietenii ei.
Dupa ce s-a mutat la Odesa, la mijlocul anului 1992, Baiul a locuit în mare parte într-un dormitor comun, având cheltuielile acoperite de către stat, datorită aptitudinilor sale promițătoare în patinaj. În 1993 ea a locuit o lună, între campionatele Europene și Mondiale, cu antrenoarea Galina Zmievskaia.
După Jocurile Olimpice de Iarnă din 1994, în care Baiul a câștigat medalia de aur la patinaj artistic, s-a mutat în Simsbury, Connecticut, în locația Centrului Internațional de Patinaj din Connecticut. La sfârșitul anilor 1990, după mulți ani în care a locuit în Richmond, Virginia, s-a mutat în Cliffside Park, New Jersey. După ce a locuit acolo timp de 14 ani, Baiul s-a mutat în Pennsylvania , în martie 2012, stabilindu-se în Upper Makefield Township, Bucks County.
În ianuarie 1997 (trei ani după ce a câștigat medalia de aur), Baiul a fost arestată pentru conducerea sub influența alcoolului, după ce a intrat cu mașina într-un copac în Bloomfield, Connecticut. Acuzațiile au fost retrase după ce a îndeplinit condițiile de probațiune și a finalizat un program educațional referitor la consumul de alcool. Problemele legate de băutură s-au înrăutățit, astfel în mai 1997 a intrat într-un program de dezalcoolizare și reabilitare timp de două luni și jumătate. În 2004 într-un interviu, ea a declarat că nu a mai băut alcool de șase ani, adăugând că „acest lucru este mai important decât aurul olimpic.”

### Opinii religioase
Baiul a fost crescută în spiritul creștin al bisericii Ortodoxe Ruse. Fiind copil, a auzit zvonuri că bunica ei era de origine evreiască. În 2003, Baiul a sunat la vechiul ei patinoar în Dnipropetrovsk pentru a cere asistență în localizarea tatălui ei—presupunând că a fost o glumă, i-au închis telefonul de două ori. În cele din urmă Baiul i-a convins legat de identitatea ei. Managerul patinoarului a ajutat-o să se reîntâlnească cu tatăl ei, Serghei Baiul, în septembrie 2003, când avea 25 de ani. El a confirmat că bunica româncă din partea mamei era de origine evreiască. Potrivit Iudaismului Ortodox, mama ei și Baiul ar fi, de asemenea, considerate evreice prin sânge. Baiul a decis să se identifice ca și evreică datorită descendenței prin linia maternă. În 2005, ea a spus, „mă simt bine fiind evreică. Este ceva natural, ca și cum ai avea un al doilea strat de piele”.

## Cariera

### Începutul carierei în patinaj
Fiind copil, Baiul a fost pasionată de balet, dar nu a fost considerată ca având o suplețe corespunzătoare. Bunica ei a susținut-o în a lua lecții de patinaj, spunând că este o formă de balet, dar pe patine. Bunicul ei a fost, de asemenea, susținător al patinajului, activitate pe care Baiul a început-o la vârsta de trei ani în Dnipropetrovsk. El a considerat că ea ar putea fi o viitoare balerină, iar patinajul este un bun teren de antrenament pentru dans. Baiul a urmat cursuri de balet, dar în cele din urmă a ales patinajul. În timp ce se antrena, mama ei a contribuit la plata cheltuielilor de instruire, inclusiv a lecțiilor, costumelor și a echipamentelor. De la vârsta de cinci ani, l-a avut instructor pe Stanislav Koritek, un remarcabil antrenor ucrainean.
Ea a fost antrenată de Koritek până când acestuia i-a fost oferit un post de antrenor în Toronto, Ontario, în martie 1992. Acesta a acceptat din cauza lipsei de sprijin oferit activităților sportive în Ucraina, după prăbușirea Uniunii Sovietice. În august 1992, tatăl său, Alfred, vice-președintele ucrainean al federației de patinaj, a numit-o pe Galina Zmievskaia ca antrenoare pentru Baiul. Ea a preluat-o ca elevă, aranjând ca Baiul să se mute la casa ei din Odesa. Zmievskaya a primit-o în cercul ei de patinatori de elită și i-a oferit adăpost în familia ei, într-un apartament mic, de trei camere, din oraș. Având-o pe Zmievskaia ca antrenoare, Baiul a făcut rapid progrese. O altă antrenoare a acesteia, în Odesa, a fost Valentin Nikolaev. Ea a reprezentat FSC „Ucraina” (Odessa, Dnipropetrovsk).

### Campionatele Europene și Mondiale din 1993
Baiul a câștigat medalia de argint la Campionatele Europene din 1993, la Helsinki, clasându-se a doua după Surya Bonaly din Franța. Înainte de Campionatele Mondiale din 1993 de la Praga, s-a prăbușit în panouri, deplasâdu-și discurile din zona dorsală și gât. În timpul eveniment și-a încetat activitatea și a consultat un doctor ceh. A concurat în patine cu lame îndoite, deoarece era prea târziu pentru a utiliza o nouă pereche. Clasată pe locul al doilea în programul scurt și prima la patinaj în programul lung, a terminat înaintea lui Bonaly și a devenit campioană mondială la vârsta de 15 ani. 

### Campionatele Europene și Jocurile Olimpice de Iarnă din 1994
În 1994, Baiul a câștigat medalia de argint la Campionatele Europene de la Copenhaga, din nou, clasându-se a doua față de Bonaly. La Jocurile Olimpice de Iarnă 1994, ea a fost clasată a doua față de Nancy Kerrigan, după programul scurt la individual feminin. În timpul unei sesiuni de încâlzire înainte de programul lung, aceasta s-a lovit de nemțoaica Tanja Szewczenko, având ca și consecință o deplasare a zonei dorsale inferioare și o mică tăietură la coapsa dreaptă, care a necesitat trei cusături. I s-au administrat două injecții anestezice în spate și umăr, aprobate de comitetul Olimpic, care i-au permis să concureze în programul lung. Ea a câștigat medalia de aur, Kerrigan plasându-se pe locul al doilea și Chen Lu pe locul al treilea. Baiul a fost anunțată drept câștigătoare după ce Surya Bonaly și Katarina Witt și-au finalizat programul. În plus, pe lângă titlul Olimpic, i s-a acordat și titlul onorific de Maestru al Sportului, de către Ucraina, în 1994.

### Activitate profesională (turnee)
În ciuda statutului lor de Campioni Olimpici, Baiul și Viktor Petrenko s-au confruntat cu aceleași dificultăți în Odesa cu care s-au confruntat și colegii lor ucraineni. Ei au locuint într-o țară în care carnea era un lux, iar întreruperea utilităților era frecventă. Condițiile la patinoarul lor din Odesa s-au deteriorat considerabil din cauza lipsei de sprijin financiar din partea guvernului, după destrămarea Uniunii Sovietice. Ei nu au avut o mașină de recondiționare și întreținere a suprafeței de gheață, astfel că atât antrenorii cât și patinatorii de cele mai multe ori au trebuit să facă acest lucru cu mâna. Astfel de condiții au influențat decizia lui Baiul de a-și dezvolta cariera profesională după Jocurile Olimpice de Iarnă 1994, deși avea doar 16 ani la momentul respectiv. Zmievskaia a negociat un contract favorabil pentru aceasta, de a începe un turneu în Statelor Unite în urma Jocurilor Olimpice, o oportunitate disponibilă numai pentru profesioniști. În mai 1994, la vârsta de 16 ani, Baiul a semnat un acord cu agenția americană William Morris Endeavor.
Baiul a recunoscut mai târziu că problemele legate de consumul de alcool au început în timpul acestui turneu. Ea a declarat: „în afară de mine, aproape toți patinatorii din autobuz erau adulți și era plin de alcool. Majoritatea patinatorilor erau ruși și americani și toți obișnuiau să bea. Atunci am încercat și eu. Am fost foarte tânără, neavând pe nimeni care să mă învețe ce este bine și ce nu. Am crezut că era ceva normal, deoarece când ești adolescent nu vrei să fii mai prejos față de ceilalți”.
După Jocurile Olimpice, Baiul a suferit afecțiuni fizice care i-au afectat abilitățile de patinaj. Ea a cerut să i se realizeze o operație artroscopică la genunchi în vara anului 1994, după care a fost sfătuită de medicul ei să nu se întoarcă pe gheață timp de două luni. Datorită contractului de turneu de milioanelor de dolari, Baiul a ignorat recomandările medicului. Ea și-a reluat activitatea de patinaj în două săptămâni și s-a întors propriu zis la programul intens în șase saptămâni. Această decizie, împreună cu schimbările care au avut loc în corpul ei, i-au împiedicat drastic abilitățile de a mai face sărituri.
| An        | Eveniment                                                                               | Note                                                            |
| --------- | --------------------------------------------------------------------------------------- | --------------------------------------------------------------- |
| 1983-1991 | S-a antrenat cu Stanislav Koritek                                                       |                                                                 |
| 1991      | A trăit și s-a antrenat în Odesa, Ucraina cu Galina Zmievskaya                          | La scurt timp după moartea mamei ei                             |
| 1991      | Locul 12, Campionatul Sovietic                                                          |                                                                 |
| 1993      | Runner-up, Campionatul European                                                         |                                                                 |
| 1993      | Patinaj artistic feminin, medaliată cu aur la Campionatul Mondial de la Praga           |                                                                 |
| 1994      | Medaliată cu aur, la Jocurile Olimpice                                                  |                                                                 |
| 1994      | A participat la Provocare SUA Patinaj în aer liber                                      | Pentru rețeaua de televiziune CBS                               |
| 1994      | A Promise Kept (O promisiune de ținut), un film de televiziune bazat pe viața lui Baiul | Pentru rețeaua de televiziune CBS                               |
| 1994      | A avut o intervenție chirurgicală la genunchi                                           | Septembrie                                                      |
| 1994      | Turneul Mondial al Campionilor cu Tom Collins                                           |                                                                 |
| 1994      | Apariție la evenimentul special realizat de Barbara Walters                             | Una dintre cele zece cele mai fascinante personalități din 1994 |

## Viața după retragerea din competiție
În 1994, Zmievskaia fost rugată să preia conducerea, ca antrenoare, a noului centru Internațional de Patinaj din Simsbury, Connecticut. Atât Baiul și Viktor Petrenko au urmat-o acolo să se antreneze cu ea.
Baiul a interpretat-o pe Clara și Dorothy Gale în producția CBS a Spărgătorul de Nuci pe Gheață și respectiv a Vrăjitorul din Oz pe Gheață. În mai 1997, a fost retrasă din turul Campionilor pe Gheață din cauza temerilor legate de predispoziția ei la băutură.
Ea a decis să se despartă de Zmievskaia în același an. Baiul a finalizat un program de reabilitare iar în august 1998 și-a început pregătirea cu Natalia Liniciuk la centrul de patinaj al Universității din Delaware. Ea a continuat să facă patinaj de performanță din când în când, inclusiv și-a făcut apariția într-un tur al spectacolului Broadway pe Gheață.
În decembrie 2006, Baiul a patinat pe patioarul din Piața Roșie de la Moscova, alături de campionii din Rusia, China, Franța și alte țări. În februarie 2007, a colaborat cu Saule Rahmedova, un renumit dansator de balet, pentru Ice Theatre din New York și a prezentat colecția de modă, „Colecția de Iarna” a designer-ului debutant de modă Levi Okunov. În luna următoare, ea a apărut la MTV's Total Request Live. Baiul a promovat noul film de patinaj Blades of Glory (2007), cu Will Ferrell.
Baiul a avut un rol în piesa de patinaj muzical, Cold as Ice (Rece ca Gheața).  Povestea explorează șase patinatori din Canada, Rusia și Statele Unite care se pregătesc pentru campionatele naționale și Olimpice, în timp ce se confruntă cu exigențele antrenorilor, antrenorilor de scenă, și alte încercări. Povestea a fost concepută și scrisă de fostul patinator Frank D'Agostino. O versiune completă a piesei Cold as Ice (Rece ca Gheața) a fost produsă și prezentată de către Gateway-ul Playhouse în mai 2007.
Pe 8 martie 2009 și din nou pe 14 martie 2010, Baiul și-a făcut apariția la patinoarul Kate Wollman în Prospect Park din Brooklyn, New York, ca parte din spectacolul anual. De asemenea, a participat la sesiuni de întâlniri și mulțumiri cu patinatori elevi după fiecare spectacol.
Baiul are propria linie de îmbrăcăminte și bijuterii. În noiembrie 2005, ea a apărut la program de televiziune Bravo - Celebrity Poker Showdown. A făcut parte, de asemenea, din juriul celebrităților (împreună cu Steve Garvey și Jonny Moseley) la ABC, emisiunea Maestru al Campionilor, care a fost difuzată pe scurt în 2006.
În noiembrie 2011, managerul ei (și viitorul soț), Carlo Farina, a descoperit discrepanțe de contabilitate și de colectare în contul lui Baiul la William Morris Endeavour. După colectarea a 9,5 milioane $ din partea companiei, Baiul a intentat un proces, în noiembrie 2012, în Los Angeles pentru o suplimentare de 1 milion de dolari în daune compensatorii și mai multe daune punitive. În februarie 2013 a dat în judecată NBCUniversal pentru presupusa lor folosire promoțională ilicită a asemănării ei. După ce a retras cazul din noiembrie, a depus un proces mai amplu la New York în octombrie 2013.
În ianuarie 2015, Baiul a acuzat public pe fosta ei antrenoare Galina Zmievskaia, pe Viktor Petrenko, și managerul lor, Joseph Lemire, de fraudă, susținând că au furat bani de la ea timp de mai mult de un deceniu. În plus, ea l-a acuzat pe Lemire de încercări frauduloase de a o reprezenta în proceduri multiple în instanță în Ucraina împotriva statului, în ceea ce privește diverse bunuri.
Din ianuarie 2015, Baiul este căsătorită cu managerul ei, Carlo Farina. Acum folosește numele Oksana Baiul-Farina. Cei doi locuiesc în Las Vegas.

## Reprezentarea în alte medii
- A Promise Kept (1994) este o producție TV, marca CBS, a filmului despre Baiul.

- Și-a făcut apariția în filmul Blades of Glory (2007) atunci când personajul Charles „Chazz” Michael Michaels, jucat de Will Ferrell, vorbește, prin intermediul tatuajelor sale, cu personajul Jon Heder. Michaels o descrie pe Baiul ca pe o „blondă diabolică ucraineană”.

- Baiul este menționată în serialul TV Familia mea dementă, episodul „Wasted Talent” (Talent Pierdut) (sezonul 2, episodul 20), în timpul cântecului lui Pawtucket Pat despre fabricile sale de bere, făcând o referință la condusul sub influența alcoolului.[22]

### Activități caritabile
Pe 27 martie 2010, Baiul a patinat la o expoziție de patinaj artistic pentru campania HIV One Step Closer. Regizat și produs de Tim David, beneficiul a fost adus programului de SIDA - AIDS Resource Foundation for Children. Baiul a făcut parte din programul Lacul Lebedelor  și a participat la întâlnirile și felicitările după spectacol.
Baiul sprijină Casa de Copii de Caritate Tikva, care ajută copiii evrei din Odesa. În plus, ea susține și este un membru al Muzeului Internațional al Femeilor. Acesta celebrează viața femeilor din întreaga lume. De asemenea a finanțat un program de donare a câinilor de sanie pentru copiii inuiți defavorizați.

## Rezultate
| Internaționale             | Internaționale | Internaționale | Internaționale | Internaționale | Internaționale |
| Eveniment                  | 1989-90        | 1990-91        | 1991-92        | 1992-93        | 1993-94        |
| -------------------------- | -------------- | -------------- | -------------- | -------------- | -------------- |
| Jocurile Olimpice De Iarnă |                |                |                |                | 1              |
| Campionatul Mondial        |                |                |                | 1              |                |
| Campionatul European       |                |                |                | 2              | 2              |
| Skate America⁠(d)           |                |                |                |                | 1              |
| Cupa Națiunilor            |                |                |                | 4              | 2              |
| Național                   |                |                |                |                |                |
| Campionatul Ucrainean      |                |                |                | 1              | 1              |
| Campionatul Sovietic       | 12             | 10             |                |                |                |